# François Chatillon (architecte)
Pour les articles homonymes, voir Chatillon et François Chatillon (homonymie).
François Chatillon, né le 1er juillet 1961 est un architecte français, fondateur de l'agence Chatillon Architectes en 1986 et architecte en chef des monuments historiques depuis 2004.

## Biographie
François Chatillon, né le 1er juillet 1961 à Saint-Julien-en-Genevois en Haute-Savoie, est diplômé de l’école nationale supérieure d'architecture de Paris-Belleville en 1986. La même année, il fonde l'agence Chatillon Architectes à Ferney-Voltaire  puis en 2010, ouvre une antenne à Paris. Il intervient sur tout type de programmes, en France et à l’étranger, dans les domaines de la construction neuve, de la rénovation, de la restauration et de l’architecture d’intérieur. Par ailleurs avec le metteur en scène Hervé Loichemol, il crée, à partir de 1991, un Centre Culturel de Rencontre à Ferney-Voltaire. 
Pour maîtriser les techniques de construction des bâtiments anciens, il intègre l'École de Chaillot en 1999, est major de promotion en 2001 et major du concours d’architecte en chef des monuments historiques en 2004. 
En tant qu’architecte en chef des monuments historiques, François Chatillon a la charge des départements de la Marne et des Ardennes (depuis 2005), du Grand Palais à Paris (2010), et du département de la Meuse et du château de Voltaire à Ferney-Voltaire (2011) et enfin de l’Ecole Nationale Supérieure des Beaux-Arts à Paris (2013). Il est nommé sur la circonscription du 8ème arrondissement de Paris (Arc de Triomphe par exemple) en juillet 2015 et au Domaine national de Chambord en octobre 2019. Il est membre de la Commission du Vieux Paris depuis 2014 et de l’Académie d’Architecture depuis 2015 .
L'agence Chatillon Architectes est actuellement chargée de la réhabilitation et restauration de la Grande Nef de l'Île-des-Vannes, de la restructuration du Quadrilatère de Beauvais, de la restitution et modernisation du Palais des congrès de Royan.

## Œuvres
- 2021 - 2022 : restauration de l'Obélisque de Louxor sur la Place de la Concorde à Paris[6].
- 2018 - 2021 : rénovation des Bains municipaux de Strasbourg, associé avec l'agence TNA Architectes[7].
- 2016 - 2021 : restauration et aménagement de la Résidence Eisenhower à Reims
- 2014 - 2021 : restauration et modernisation du théâtre municipal de Dole[8].
- 2017-2020 : restauration du musée Carnavalet à Paris, associé avec l’agence norvégienne Snøhetta[9] et l'agence Nathalie Crinière pour la scénographie.
- 2016-2018 : rénovation du château de Voltaire à Ferney-Voltaire, les travaux concernent la demeure principale, la chapelle et l'orangerie[10].
- 2013-2018 : école nationale supérieure des beaux-arts à Paris, restructuration avec notamment la création d’un parcours muséographique[11].
- 2013-2017 : réhabilitation de la piscine des Amiraux d’Henri Sauvage à Paris[12].
- 2010-2014 : cité scolaire Saint-Exupéry à Bellegarde-sur-Valserine : restructuration et extension de l’équipement.
- 2009 : Cathédrale Saint-Étienne de Châlons à  Châlons-en-Champagne : restauration de la nef, stabilisation de la façade et création du mobilier liturgique.
- 2006-2007 : chapelle de Walcourt : restauration de la chapelle.
- 2004 : four à chaux : restauration d’un four à chaux et création d’un éco-musée à Cons Sainte-Colombe (74000).
- 2003-2007 : Palais Lumière à Évian : restructuration des anciens thermes en musée médiathèque, centre de congrès et salle de spectacle[13].

## Prix
- 2022: Architizer A+Awards - Finaliste dans la catégorie "Spa & Wellness" avec les Bains Municipaux de Strasbourg[14].
- 2021 : Docomomo Rehabilitation Award - Restauration de l'Appartement-Atelier de Le Corbusier dans la catégorie Open House[15].
- 2020 : Le Geste d'Or - Grand Prix Maître d'Oeuvre.
- 2018 :	 Pool Design Award - La plus belle piscine rénovée - 2e place pour la Piscine des Amiraux à Paris 18e[16].
- 2016 :	 Trophées de l'ascenseur 2016 - Prix coup de cœur du jury pour l'intégration d’un ascenseur contemporain dans le respect du patrimoine architectural de l’Abbaye de Royaumont à Asnières-sur-Oise.
- 2015 :	 Le Geste d’Or - Restauration et restructuration de la Cité de refuge de Le Corbusier à Paris [17].
- 2015 :	 Prix du Patrimoine culturel de l’union Européenne/Concours Europa Nostra 2015 pour les halles centrales du Boulingrin d’Émile Maigrot et Eugène Freyssinet à Reims[18].
- 2006 : 	 Prix du patrimoine rhônalpin 2006 pour le projet de protection et de valorisation des Fours à chaux de Cons-Sainte-Colombe[19].